# Józef Rębski
Józef Jan Maksymilian Rębski (ur. 21 czerwca 1889, zm. ?) – podpułkownik łączności Wojska Polskiego.

## Życiorys
Był zawodowym oficerem piechoty cesarskiej i królewskiej armii. W latach 1912–1913 wziął udział w mobilizacji sił zbrojnych Monarchii Austro-Węgierskiej, wprowadzonej w związku z wojną na Bałkanach. W czasie I wojny światowej walczył w szeregach Pułku Piechoty Nr 99. Na stopień porucznika został mianowany ze starszeństwem z 1 sierpnia 1914 roku.
21 czerwca 1919 roku został przyjęty do Wojska Polskiego z zatwierdzeniem posiadanego stopnia porucznika ze starszeństwem z dniem 1 sierpnia 1914 roku i przydzielony do 1 pułku telegraficznego. 9 grudnia 1919 roku został mianowany z dniem 1 grudnia 1919 roku kapitanem wojsk łączności, warunkowo do czasu zakończenia prac Komisji Weryfikacyjnej. Jego oddziałem macierzystym był wówczas VI baon telegraficzny. Wziął udział w wojnie z bolszewikami. 9 września 1920 roku został zatwierdzony z dniem 1 kwietnia 1920 roku w stopniu kapitana, w „Korpusie wojsk Łączności”, w grupie oficerów byłej armii austro-węgierskiej. Pełnił wówczas służbę w 6 kompanii zapasowej telegraficznej.
1 czerwca 1921 roku pełnił służbę w 1 baonie zapasowym telegraficznym. 3 maja 1922 roku został zweryfikowany w stopniu majora ze starszeństwem z dniem 1 czerwca 1919 roku i 7. lokatą w korpusie oficerów łączności, a jego oddziałem macierzystym był 1 pułk łączności w Zegrzu. Od marca 1923 pełnił służbę na stanowisku szefa Szefostwa Łączności Dowództwa Okręgu Korpusu Nr IV w Łodzi, pozostając oficerem nadetatowym 1 pułku łączności. Z tego stanowiska, w marcu 1924 został odkomenderowany do Dowództwa Okręgu Korpusu Nr X w Przemyślu na stanowisko pełniącego obowiązki szefa Szefostwa Łączności. W czerwcu 1924 roku został przydzielony do 1 pułku łączności na stanowisko zastępcy dowódcy pułku. 1 grudnia 1924 roku został mianowany podpułkownikiem ze starszeństwem z dniem 15 sierpnia 1924 roku i 2. lokatą w korpusie oficerów łączności. W czerwcu 1927 roku został przeniesiony z 9 Okręgowego Szefostwa Łączności w Brześciu do Centralnych Zakładów Wojsk Łączności na stanowisko kierownika wydziału. W kwietniu 1928 roku został przeniesiony z dyspozycji szefa Departamentu Inżynierii MSWojsk. do Powiatowej Komendy Uzupełnień Warszawa Powiat na okres sześciu miesięcy celem odbycia praktyki poborowej. W tym samym roku był w Powiatowej Komendzie Uzupełnień Stanisławów. W grudniu 1929 roku został przeniesiony do Powiatowej Komendy Uzupełnień Jasło na stanowisko komendanta. W marcu 1934 roku został zwolniony z zajmowanego stanowiska i pozostawiony bez przynależności służbowej z równoczesnym oddaniem do dyspozycji dowódcy Okręgu Korpusu Nr V. Z dniem 31 lipca 1934 roku został przeniesiony w stan spoczynku.

## Ordery i odznaczenia
- Krzyż Zasługi Wojskowej I klasy (Hiszpania, 5 lipca 1921)[24]
- Brązowy Medal Zasługi Wojskowej Signum Laudis z mieczami na wstążce Krzyża Zasługi Wojskowej (Austro-Węgry)[25]
- Krzyż Wojskowy Karola (Austro-Węgry)[25]
- Krzyż Jubileuszowy Wojskowy (Austro-Węgry)[25]
- Krzyż Pamiątkowy Mobilizacji 1912–1913 (Austro-Węgry)[25]